# 比萨号装甲巡洋舰
“比萨”号装甲巡洋舰（義大利語：Pisa）是一艘20世纪初为意大利皇家海军建造的装甲巡洋舰，也是在其旗下服役同级舰中的首舰。1911年至1912年间，本舰参加了意土战争。在战争期间，该舰支援占领图卜鲁格、利比亚和多德卡尼斯的几个岛屿，并轰炸了守卫达达尼尔海峡入口的防御工事。在第一次世界大战期间，“比萨”号的活动受到奥匈帝国潜艇的威胁。尽管如此，该舰还是参加了1918年底对阿尔巴尼亚杜拉佐的轰炸。战后，本舰被改成为一艘训练舰，并最终于1937年被除籍，之后被报废拆解。

## 设计和描述
“比萨”号的垂间长度为130（426英尺6英寸），总长度为140.5（460英尺11英寸），舷宽21（68英尺11英寸），吃水深7.1（23英尺4英寸）。在正常负荷时，该舰排水量为9,832公噸（9,677長噸），满载时排水量为10,600公噸（10,400長噸）。常规下，比萨级巡洋舰配备有32名军官和652至655名士兵。
该舰由两台立式三胀蒸汽机提供动力，每台蒸汽机驱动一根螺旋桨轴，由22台贝尔维尔锅炉供应蒸汽。设计上的最大输出功率为20,000匹指示馬力（15,000千瓦特），速度22.5節（41.7每小時；25.9英里每小時）。然而在海试期间，“比萨”号轻而易举地超过了设计时速，以20,808匹指示馬力（15,517千瓦特）的功率达到了23.47節（43.47每小時；27.01英里每小時）。本舰可以在时速12節（22每小時；14英里每小時）下达到约2,500海里（4,600；2,900英里）的巡航航程。

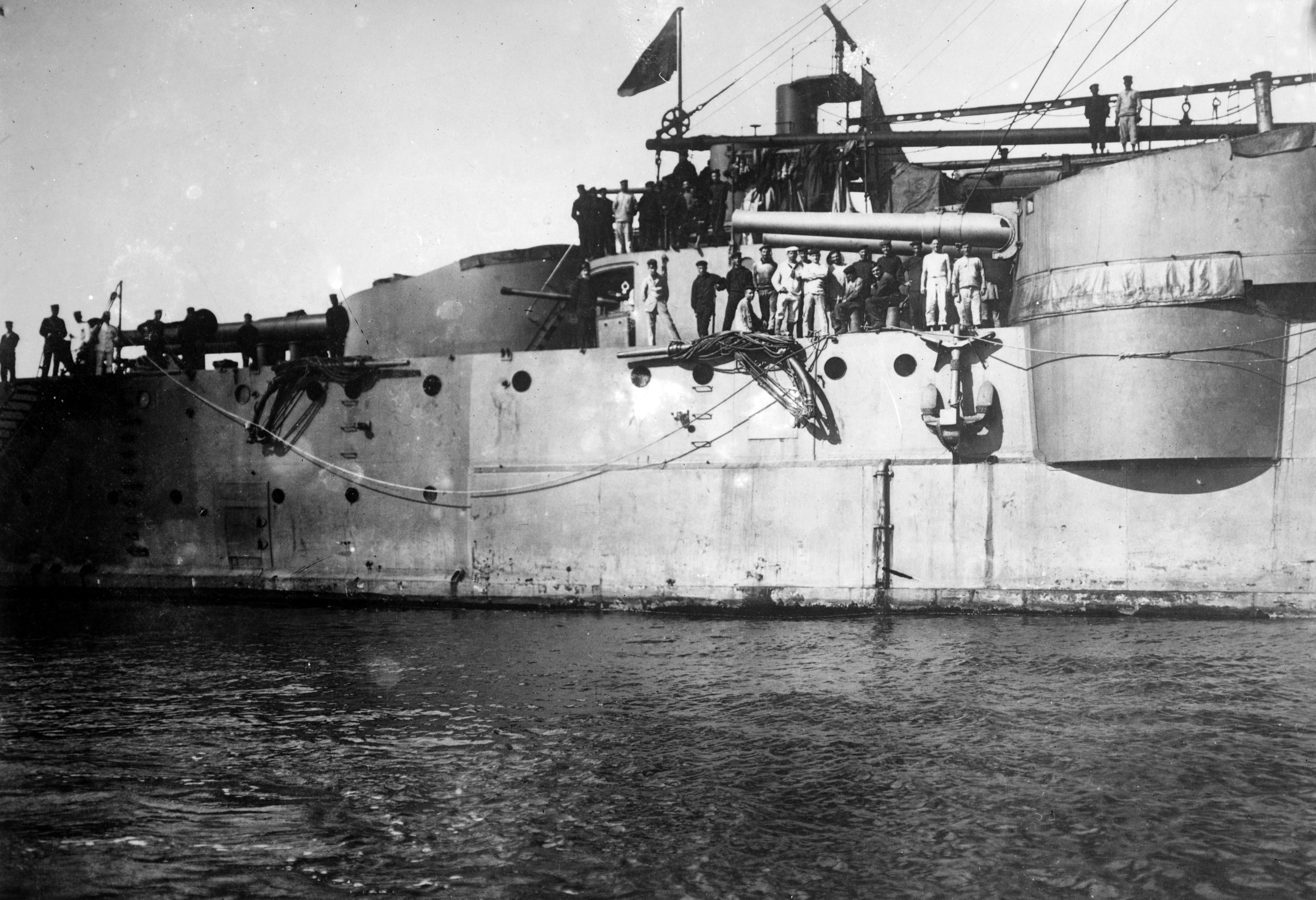
这是停泊在的黎波里的“比萨”号船尾上层建筑和炮塔的照片。最左边的炮塔是该舰的后方主炮塔，而右边的炮塔则是其副炮塔之一。

比萨级战舰的主要武器装备包括4门254/45 V型1906年式加农炮，分别安装在上层建筑前后的双联炮塔中。本舰还装备了8门190/45 V型1906年式舰炮作为副炮，本别安装在两舷各两座双联炮塔中。为了防御鱼雷艇，舰上装载了16门76/50 V型1908年式速射加农炮来以930每秒（3,100英尺每秒）炮口初速发射6.5（14英磅）炮弹。此外，本舰还装备了8门47/40 V型1908年式速射加农炮，以及3具450（17.7英寸）水下鱼雷发射管。在第一次世界大战期间，“比萨”号的76和47毫米炮被20门76/40炮所取代，其中6门是防空炮。
“比萨”号是由舰舯部厚度为200（7.9英寸）的装甲带保护，舰首和舰尾减少到90（3.5英寸）。装甲甲板厚度为51（2.0英寸）。指挥塔装甲厚180（7.1英寸）。254毫米炮塔由160（6.3英寸）厚的装甲保护，而190毫米炮塔的装甲厚140（5.5英寸）。

## 建造和服役

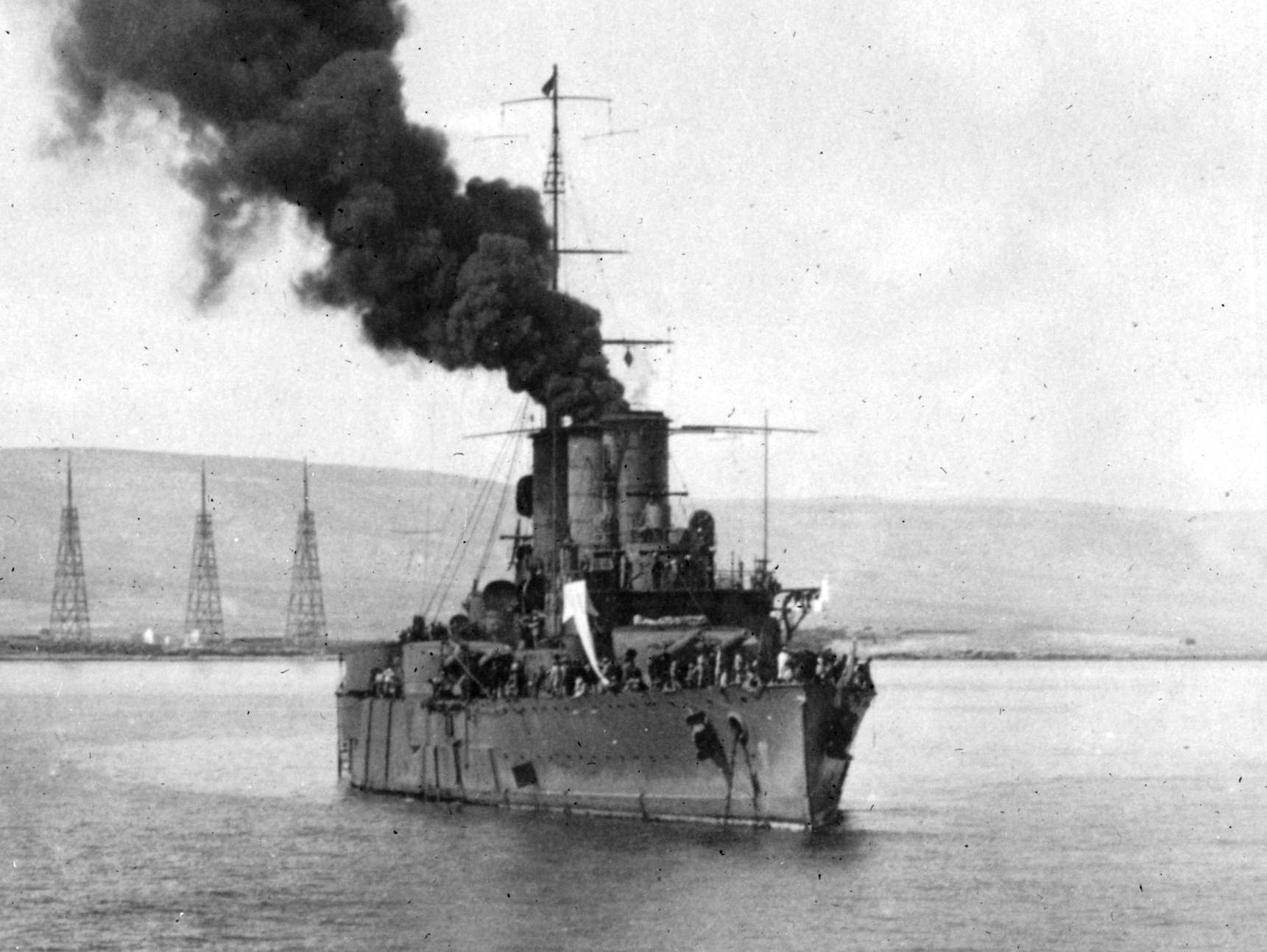
1912年10月，利比亚城市德尔纳附近的“比萨”号

“比萨”号得名自意大利同名城市。1905年2月20日，该舰在位于里窝那的奥兰多造船厂开工。1907年9月15日，本舰下水，并最终于1909年9月1日竣工。因工期过长，建成的同时期世界上其他国家已经建成了更强大的战列巡洋舰，本舰自问世起就已经落后于时代。
在1911年9月29日意土战争爆发时，“比萨”号是海军少将埃内斯托·普雷斯比特罗的旗舰，他是地中海舰队第一分舰队第二总队的指挥官。“比萨”号和其姊妹舰“阿马尔菲”号是被选中成为首批参与封锁的黎波里的舰只之一。10月2日，练习舰队的加入接替了第一分舰队的封锁任务，这使得两舰加入意大利海军主力舰队。
经过对奥斯曼帝国主力舰队的徒劳搜寻和对图卜鲁克的和平占领后，最新建成的“圣马可”号装甲巡洋舰与三艘驱逐舰及两艘鱼雷艇加入了“比萨”号、“阿马尔菲”号和战列舰“那波利”号组成的舰队。这支舰队在1911年10月15日护送几艘意大利运输舰抵达德尔纳。在意土双方关于投降的谈判破裂后，“比萨”号炮轰了土军军营和一座堡垒。然而德尔纳并没有还击，于是意大利方面派出了一艘提出休战的舰只。然而这艘船当受到了一连串的步枪扫射的迎接后，“比萨”号与其他装甲巡洋舰以190毫米口径舰炮向该镇开火，依据当时的记录，在30分钟内“完全摧毁”了该镇。之后，意军另一支登陆部队由于汹涌的海浪和来自海岸的炮火而无法到达海岸。“比萨”号等舰只随后炮轰了海滩两个小时。由于天气原因，直到18日才成功派遣1500人上岸占领了德尔纳。
“比萨”号此后一直留在北非海域，直到当年12月中旬随第一分舰队的大部分舰只返回意大利。“比萨”号随后从西西里岛奥古斯塔护送了几艘运兵船试图在圣诞节前不久占领祖瓦拉港口，但因恶劣的天气而失败。1912年4月中旬，意大利舰队在“比萨”号和“阿马尔菲”号的带领下突袭爱琴海东部，试图引诱奥斯曼舰队出击。行动失败后，意大利舰队炮轰防御达达尼尔海峡的防御工事，然而直到主力舰队19日返回意大利前都收效甚微。“比萨”号、“阿马尔菲”号和其他各种各样的小型舰只则留下继续摧毁电报和无线电台，并切断水下电缆。两艘巡洋舰的水手于4月28日登陆占领了阿斯蒂帕莱阿岛，以便意大利军队将其用作补给基地。一周后的5月4日，该舰又参与了支援对罗德岛的占领活动。9月，“比萨”号返回意大利，并在战争结束后留在君士坦丁堡和爱琴海度过了1913年上半年，直到同年6月24日才返回塔兰托。

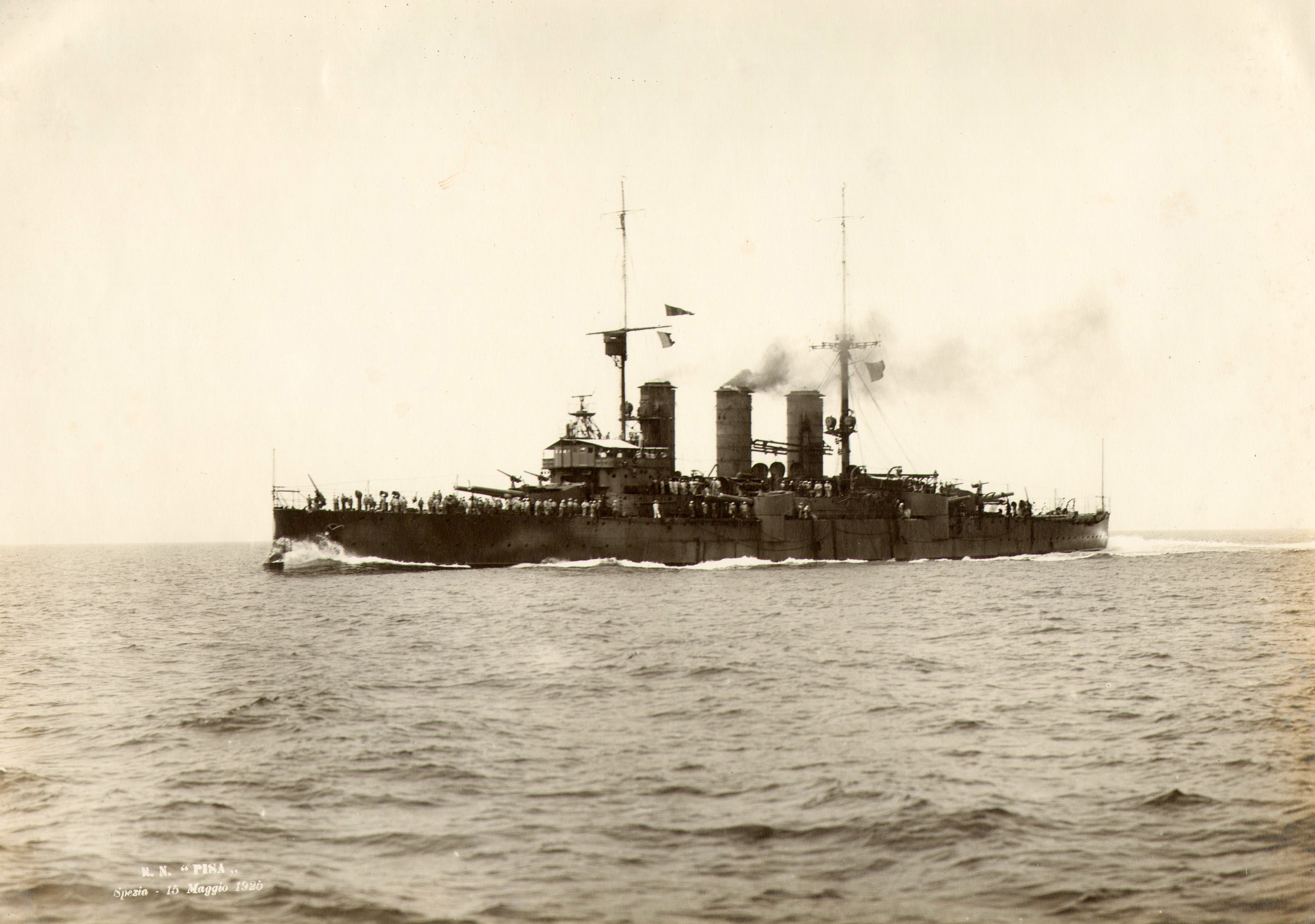
1925年5月15日，“比萨”号在平静的水面上低速航行中

1915年5月23日意大利向同盟国宣战时，本舰正驻扎在布林迪西基地。当晚，奥匈帝国海军炮击了意大利海岸，企图扰乱意大利的动员。在众多目标中，安科纳受到的打击最为严重，本地天然气、电力和电话服务中断，煤炭和石油库存被烧毁。之后，奥匈帝国舰只都安全返回港口并向意大利海军施加压力，以阻止反击。6月中旬，奥地利军队继续轰炸意大利海岸，作为回应，保罗·塔翁·迪雷韦尔上将派出“比萨”号和其他装甲巡洋舰到威尼斯进行支援。然而在这几艘军舰抵达威尼斯后不久，“阿马尔菲”号就在7月7日被一艘潜艇击沉。“阿马尔菲”号的损失严重限制了其他在威尼斯的意大利海军舰只的活动。1916年4月，“比萨”号移驻阿尔巴尼亚的发罗拉，并参加了1918年10月2日对杜拉佐的轰炸，期间炸沉了一艘商船，并炸毁了另外两艘。
1921年7月1日，比萨号从一艘二级战列舰降级为岸防战列舰，并最终成为一艘训练舰。1925年，本舰被改装以整备Macchi M7型飞行艇。1925年到1930年间，该舰被用来训练海军学员和上尉。“比萨”号最终在1937年4月28日被除籍，随后报废拆解。

## 脚注

### 引文
1. ↑  日本海人社出版 2014，第52頁
2. 1 2 3 4 5 6 7 8  Gardiner & Gray，第261頁
3. 1 2 3  Fraccaroli，第32頁
4. 1 2  Silverstone，第290頁
5. ↑  Friedman，第236–238頁
6. ↑  Friedman，第242頁
7. 1 2  Silverstone，第302頁
8. ↑  Beehler，第9, 19頁
9. ↑  日本海人社出版 2014，第56頁
10. ↑  史蒂夫，第237頁
11. ↑  Stephenson，第115–116頁
12. 1 2  Beehler，第30頁
13. ↑  Beehler，第47, 50, 53頁
14. ↑  Beehler，第67–68, 71頁
15. ↑  Stephenson，第262–265頁
16. 1 2  Marchese，第72頁
17. ↑  Sondhaus，第274–276, 279頁
18. ↑  Halpern，第148, 151頁
19. ↑  Sondhaus，第289頁
20. ↑  Halpern，第176頁

## 期刊来源
- Marchese, Giuseppe. . La Posta Militare. February 1996, (72)  [2022-04-30]. （原始内容存档于2016-07-16） （英语）.